# Moralia

Moralia, 1531

Moralia (starořecky: Ἠθικά; Éthika) je sbírka 78 esejí, které v 1. století sepsal řecký spisovatel Plútarchos. Příběhy přinášejí pohled na tehdejší římský a řecký život a častokrát nabízejí nadčasové myšlenky.